# U-Bahn-Station St. Marx
St. Marx (Eurogate) is een toekomstig metrostation in het district Landstraße van de Oostenrijkse hoofdstad Wenen.